# George H. Noonan

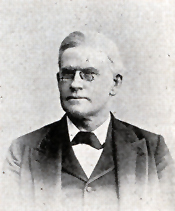
George H. Noonan

George Henry Noonan (* 20. August 1828 in Newark, New Jersey; † 17. August 1907 in San Antonio, Texas) war ein US-amerikanischer Politiker. Zwischen 1895 und 1897 vertrat er den Bundesstaat Texas im US-Repräsentantenhaus.

## Werdegang
George Noonan besuchte die öffentlichen Schulen seiner Heimat. Nach einem anschließenden Jurastudium und seiner Zulassung als Rechtsanwalt begann er in diesem Beruf zu arbeiten. Im Jahr 1852 zog er nach Castroville in Texas, wo er weiterhin als Anwalt praktizierte. Zwischen 1862 und 1894 war er Richter im 18. Gerichtsbezirk von Texas. Politisch wurde er Mitglied der Republikanischen Partei.
Bei den Kongresswahlen des Jahres 1894 wurde Noonan im zwölften Wahlbezirk von Texas in das US-Repräsentantenhaus in Washington, D.C. gewählt, wo er am 4. März 1895 die Nachfolge von Thomas M. Paschal antrat. Da er im Jahr 1896 dem Demokraten James Luther Slayden unterlag, konnte er bis zum 3. März 1897 nur eine Legislaturperiode im Kongress absolvieren. Nach dem Ende seiner Zeit im US-Repräsentantenhaus arbeitete George Noonan als Rechtsanwalt in San Antonio. Dort ist er am 17. August 1907 auch verstorben.